# The Doors (album)
The Doors – eponimiczny debiutancki album studyjny amerykańskiego zespołu rockowego The Doors, wydany 4 stycznia 1967. Pochodzi z niego kilka znanych utworów m.in. singlowe „Break on Through (To the Other Side)” czy „Light My Fire” (pierwszy #1 zespołu w Stanach) oraz „The End”. Płyta sprzedała się w liczbie 20 milionów egzemplarzy i została wprowadzona do Grammy Hall of Fame. W 2012 roku album został sklasyfikowany na 42. miejscu listy 500 albumów wszech czasów magazynu „Rolling Stone”.
W 2015 roku Biblioteka Kongresu wybrała The Doors do włączenia do Krajowego Rejestru Zapisów w oparciu o jego kulturowe, artystyczne lub historyczne znaczenie.

## Lista utworów
Teksty utworów zostały napisane przez wszystkich czterech członków zespołu, z wyjątkiem „Alabama Song (Whiskey Bar)” (Bertolt Brecht i Kurt Weill) oraz „Back Door Man” (Willie Dixon).
| 1.  | "Break on Through (To the Other Side)" | 2:25  |
|     |                                        |       |
| 2.  | "Soul Kitchen”                         | 3:30  |
|     |                                        |       |
| 3.  | "The Crystal Ship"                     | 2:30  |
|     |                                        |       |
| 4.  | "Twentieth Century Fox"                | 2:30  |
|     |                                        |       |
| 5.  | "Alabama Song (Whiskey Bar)"           | 3:15  |
|     |                                        |       |
| 6.  | "Light My Fire"                        | 7:07  |
|     |                                        |       |
| 7.  | "Back Door Man"                        | 3:30  |
|     |                                        |       |
| 8.  | "I Looked at You"                      | 2:18  |
|     |                                        |       |
| 9.  | "End of the Night"                     | 2:49  |
|     |                                        |       |
| 10. | "Take It as It Comes"                  | 2:13  |
|     |                                        |       |
| 11. | "The End”                              | 11:35 |
|     |                                        |       |
|     |                                        | 43:42 |
|     |                                        |       |
40th Anniversary Edition
1. ”Moonlight Drive” (Wersja 1, nagrana w sierpniu 1966)
2. „Moonlight Drive” (Wersja 2, nagrana w sierpniu 1966)
3. „Indian Summer” (nagrana w sierpniu 1966)

## Personel
- Robby Krieger – gitara
- Jim Morrison – wokal wiodący
- Ray Manzarek – instrumenty klawiszowe
- John Densmore – perkusja